# Morten Meldal
Morten Peter Meldal (Copenaghen, 16 gennaio 1954) è un chimico danese.
Nel 2022 ha ricevuto il premio Nobel per la chimica, insieme a Carolyn R. Bertozzi e Karl Barry Sharpless, per «lo sviluppo della chimica a scatto e della chimica bioortogonale».

## Biografia
Morten Medal è nato a Copenaghen. Si è laureato nel 1981 e ha fatto il suo dottorato di ricerca, sulla chimica sintetica negli oligosaccaridi, presso l'Università tecnica della Danimarca (DTU). Dal 1983 al 1988 ha lavorato come ricercatore indipendente presso la stessa università e nel 1986 ha collaborato con il Medical Research Council (MRC) Laboratory of Molecular Biology di Cambridge lavorando sui nuovi metodi per la sintesi di peptidi.
Nel 1988 è nominato professore presso il Carlsberg Laboratory di Copenaghen e nel 1996 viene nominato professore aggiunto presso l'Università tecnica della Danimarca. Nel 2011 diventa professore di chimica presso l'Università di Copenaghen diventando poi direttore del Centro di biologia chimica evolutiva (2013-2018) e vice-direttore del dipartimento di chimica (2019).